# Kloulklubed
Kloulklubed ist die Hauptstadt des administrativen Staates (Verwaltungseinheit) Peleliu auf der gleichnamigen Insel im Inselstaat Palau.

## Geographie
Der Ort liegt am Nordende der Insel, in der Nähe der North Beach. Die Gegend um Ngalkol ist eine Landzunge und Erhebung (Rois ra Sang/Amangial Ridge; ⊙), die im Norden durch eine Saumriff abgeschlossen wird und sich in der Insel Ngedbus fortsetzt, die nur ca. 500 m weiter nördlich liegt. Die Erhebung erreicht zwischen Klouklubed und Imelchol Village an der Ostküste Höhen von 65 m.
Südöstlich des Ortes erstreckt sich der North Mangrove Swamp East.

## Geschichte
Im Zweiten Weltkrieg was der Ort ein Zentrum der japanischen Flotten und die Überreste des japanischen Kommandozentrums stehen noch immer im Dorf. Auch ein Denkmal für die Schlacht um Peleliu steht im Ort.

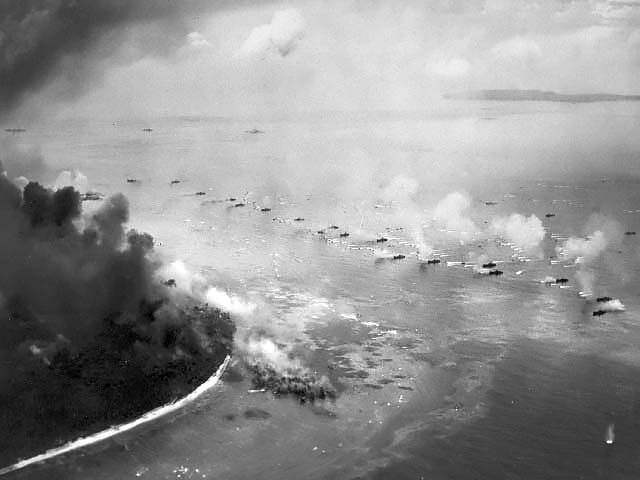
15. September 1944

## Persönlichkeiten
Von Bedeutung ist Kloulklubed außerdem, weil sich dort die Gräber des ersten Präsidenten, Haruo Remeliik und des ersten Chief Justice (Obersten Richters) Mamoru Nakamura liegen. Remeliik wurde 1985 ermordet, Nakamura starb 1992 an einem Herzinfarkt. Beide stammten aus Peleliu und ihre Gräber befinden sich im Ortszentrum, in der Nähe des Governor's Office (Peleliu State Office; ⊙).